# Douglas Hurley
Douglas (Doug) Gerald Hurley (Endicott (New York), 21 oktober 1966) is een Amerikaans afgezwaaide ruimtevaarder. Hurley’s eerste ruimtevlucht was STS-127 met de spaceshuttle Endeavour en vond plaats op 15 juli 2009. Tijdens de missie werd het laatste onderdeel van de Japanse Experimentmodule Kibo naar het Internationaal ruimtestation ISS gebracht.
Hurley maakte deel uit van NASA Astronautengroep 18. Deze groep van 17 ruimtevaarders begon hun training in 2000 en had als bijnaam The Bugs. 
In totaal heeft Hurley drie ruimtevluchten op zijn naam staan. Hij is een van de vier astronauten die trainden en feedback gaven aan ruimtevaartuig-ontwikkelaars Boeing en SpaceX om deel te nemen aan het Commercial Crew programma van NASA. Op 3 augustus 2018 werd de selectie van Hurley als astronaut voor SpaceX testvlucht SpX-DM2 bekendgemaakt. Dit is de eerste bemande vlucht met een ruimtevaartuig van het type Dragon 2 (ook wel Crew Dragon). SpaceX zou later een van hun ondersteuningsschepen Doug dopen naar Hurley.
Op 16 juli 2021 maakte NASA zijn afzwaaien bekend. Hij ging daarna bij Northrop Grumman aan het werk als senior director of business development. Op 31 januari 2023 ontvangt Hurley samen met zijn oud collega Bob  Behnken de Congressional Space Medal of Honor uit handen van vice president Kamala Harris voor hun getoonde moed bij deelname aan de eerste bemande testvlucht van de Crew Dragon.
Hurley is getrouwd met afgezwaaid astronaute Karen Nyberg.
1. ↑  (en) Trailblazing Astronaut Doug Hurley Retires from NASA, NASA, 15 juli 2021. Gearchiveerd op 26 mei 2023.
2. ↑  (en)  Former NASA Astronauts to Receive Congressional Space Medal of Honor, NASA, 30 januari 2023. Gearchiveerd op 31 maart 2023.